# John Bricker
John William Bricker (1893-1986) est un homme politique américain, gouverneur de l'Ohio de 1939 à 1945 et candidat républicain à la vice-présidence des États-Unis en 1944.

## Biographie
John Bricker est né le 6 septembre 1893 près de Mount Sterling, dans l'Ohio. 
Diplômé en 1916 de l'université de l'Ohio, il est admis au barreau de Columbus en 1917. 
Lieutenant et chapelain dans l'armée américaine durant la Première Guerre mondiale, il reprend sa profession d'avocat dans les années 1920 pour se hisser finalement au poste d'attorney général de l'Ohio entre 1933 et 1937. 
De 1939 à 1945, il assure deux mandats de trois ans en tant que gouverneur de l'Ohio. 
En 1944, il est le candidat républicain à la vice-présidence des États-Unis au côté de Thomas Dewey. En ne remportant que 12 États et 45,89 % des suffrages, ils sont largement battus par le ticket démocrate composé du président sortant Franklin Roosevelt et de Harry Truman.
En 1946, John Bricker est élu au sénat américain et réélu en 1952. 
Il est à l'origine de l'amendement constitutionnel qui porte son nom et qui limite les pouvoirs du président concernant la signature et la ratification des traités. 
En novembre 1958, il perd les élections et se retire à Columbus où il reprend ses activités juridiques.
Il meurt à Columbus le 22 mars 1986, âgé de 92 ans. 